# Ipatele
Ipatele è un comune della Romania di 2 060 abitanti, ubicato nel distretto di Iași, nella regione storica della Moldavia.
Il comune è formato dall'unione di 4 villaggi: Alexești, Bâcu, Cuza Vodă, Ipatele.